# 박창호 (조선로동당의 정치인)
박창호(미상 ~ )는 조선민주주의인민공화국의 정치인이다. 조선로동당 중앙위원회 위원 겸 황해북도 당위원회 위원장이다.

## 경력
조선로동당 부부장을 거쳐 2019년 4월 10일 조선로동당 제7기 4차 전원회의에서 당 중앙위 중앙위원 겸 황해북도 당위원회 위원장으로 선출되었다.